# Гинзбург, Давид Борисович
Давид Борисович Гинзбург (1900—1965) — советский учёный-теплотехник, специалист по стекловарению.

## Биография
Родился 16 января 1900 года.
Окончил Харьковское коммерческое училище (1918) и Харьковский технологический институт (1922) по специальности инженер-технолог-теплотехник.
Работал в Москве: инженер на заводе «Серп и молот», старший инженер-теплотехник в теплотехническом бюро и технической конторе Продсиликата и во Всесоюзной конторе «Стеклострой».
В 1941—1943 гг. в эвакуации на Урале, главный конструктор по газогенераторам.
В 1943—1947 гг. зав. газогенераторной лабораторией Государственного научно-исследовательского электрокерамического института.
С 1922 г. занимался научно-преподавательской деятельностью в вузах Москвы.
В 1934—1941 гг. и с 1944 г. до конца жизни читал лекции и вёл практические занятия в МХТИ им. Д. И. Менделеева на кафедре общей технологии силикатов.
В 1948 г. защитил докторскую диссертацию.
Автор более 20 учебников, учебных пособий и монографий. В том числе:
- Газификация низкосортного топлива [Текст]. — Москва : Промстройиздат, 1950. — 172 с., 1 л. граф. : ил., граф.; 22 см.
- Газификация твердого топлива [Текст] / Д. Б. Гинзбург, д-р техн. наук. — Москва : Госстройиздат, 1958. — 111 с. : черт.; 22 см.
- Стекловаренные печи [Текст] : [Учеб. пособие для хим.-технол. специальностей вузов]. — Москва : Стройиздат, 1967. — 340 с. : черт.; 22 см.
- Работа на газогенераторе [Текст] : Утв. Глав. упр. стекольной пром-сти НКЛП СССР в качестве учебника по начальному техн. минимуму. — Москва ; Ленинград : Гизлегпром, 1938 (Калуга : Тип. Мособлполиграфа). — 88 с. : ил.; 21 см. — (Учебники по начальному техминимуму).
- Стекловаренные печи [Текст] / Д. Б. Гинзбург. — 2-е изд., перераб. — Москва ; Ленинград : изд-во и 1-я тип. Гизлегпрома, 1948 (Ленинград). — 404 с., 1 л. табл. : ил., табл.; 23 см.
- Газогенераторы и газовое хозяйство в стекольной и керамической промышленности [Текст] / Д. Б. Гинзбург, проф. д-р техн. наук. — Москва : Промстройиздат, 1948 [переплет: 1949] (16-я тип. треста «Полиграфкнига»). — 204 с., 1 л. табл. : ил., табл.; 22 см.
- Печи и сушила в силикатной промышленности [Текст] : Утв. ВКВШ в качестве учебника для силикат. фак-тов втузов / Под ред. д-ра тех. наук проф. Б. С. Швецова. — Москва ; Ленинград : Гизлегпром, 1940 (Ленинград). — 528 с., 6 вкл. л. черт. : ил., черт.; 23 см.

Награждён орденами Трудового Красного Знамени, «Знак Почёта», медалями «За доблестный труд в Великой Отечественной войне 1941—1945 гг.», «В память 800-летия Москвы».
Умер 8 ноября 1965 года после тяжёлой и продолжительной болезни. Похоронен на Новодевичьем кладбище, 2-й участок.